# 渋谷達明
渋谷達明（澁谷達明、しぶや たつあき、1931年- ）は、日本の化学者、香りの研究者、筑波大学名誉教授。

## 人物・来歴
東京生まれ。1953年東京教育大学理学部生物学科卒、同大学院博士課程中退、1961年「シャコ心臓のペースメーカーの機構」で理学博士。1967年東京教育大学理学部助教授、1974年筑波大学生物化学系助教授、教授。94年定年退官、名誉教授。嗅覚味覚研究所所長。2005年フレグランスジャーナル社とともに千代田区飯田橋に「香りの図書館」を開設した（2018年閉館）。

## 著書
- 『匂いの謎 嗅覚の世界を探る』八坂書房, 1999.6
- 『生き物の神秘 デジタルで説明できないアナログの世界』工業調査会, 2002.2

### 共編著
- 『匂いの科学』高木貞敬共編. 朝倉書店, 1989.9
- 『においの受容』 (アロマサイエンスシリーズ21) 外池光雄共編著. フレグランスジャーナル社, 2002.11
- 『においと脳・行動』 (アロマサイエンスシリーズ21) 外池光雄共編著. フレグランスジャーナル社, 2003.9
- 『香りの研究エッセイ』 (アロマサイエンスシリーズ21) 編著. フレグランスジャーナル社, 2005.6
- 『匂いと香りの科学』市川眞澄共編著. 朝倉書店, 2007.2
- 『匂いで害虫をコントロールする 性フェロモンかく乱剤による防除』 (香り選書）望月文昭共著. フレグランスジャーナル社, 2012.12

### 翻訳
- V.B.ドレシャー『動物の神秘をさぐる 動物の不思議な感覚と生態』白揚社, 1969
- C.V.ブルーワー『脳と脊髄 その制御と統合のはたらき』 (新生物学シリーズ) 碓井益雄共訳. 河出書房新社, 1974
- R.T.オル『動物の渡り 神秘の旅を探る』白揚社, 1975
- フィタス・B.ドレッシャー『動物の不思議な感覚』時事通信社, 1980.10
- フリードリッヒ・G.バルト『昆虫と花 共生と共進化』監訳. 八坂書房, 1997.11

## 論文
- <澁谷達明